# Harmonice Musices Odhecaton
De Harmonice Musices Odhecaton (ook bekend als de Odhecaton) was een bloemlezing uit 1501 van het toenmalige repertoire van wereldlijke liederen, in Venetië uitgegeven door Ottaviano Petrucci. Als eerste muziekdruk waarvoor beweeglijke lettervormen werden gebruikt, was het derhalve een invloedrijk werk op het gebied van de boekdrukkunst in het algemeen en bij de verspreiding van de muzikale stijl van de Nederlandse polyfonisten in het bijzonder.

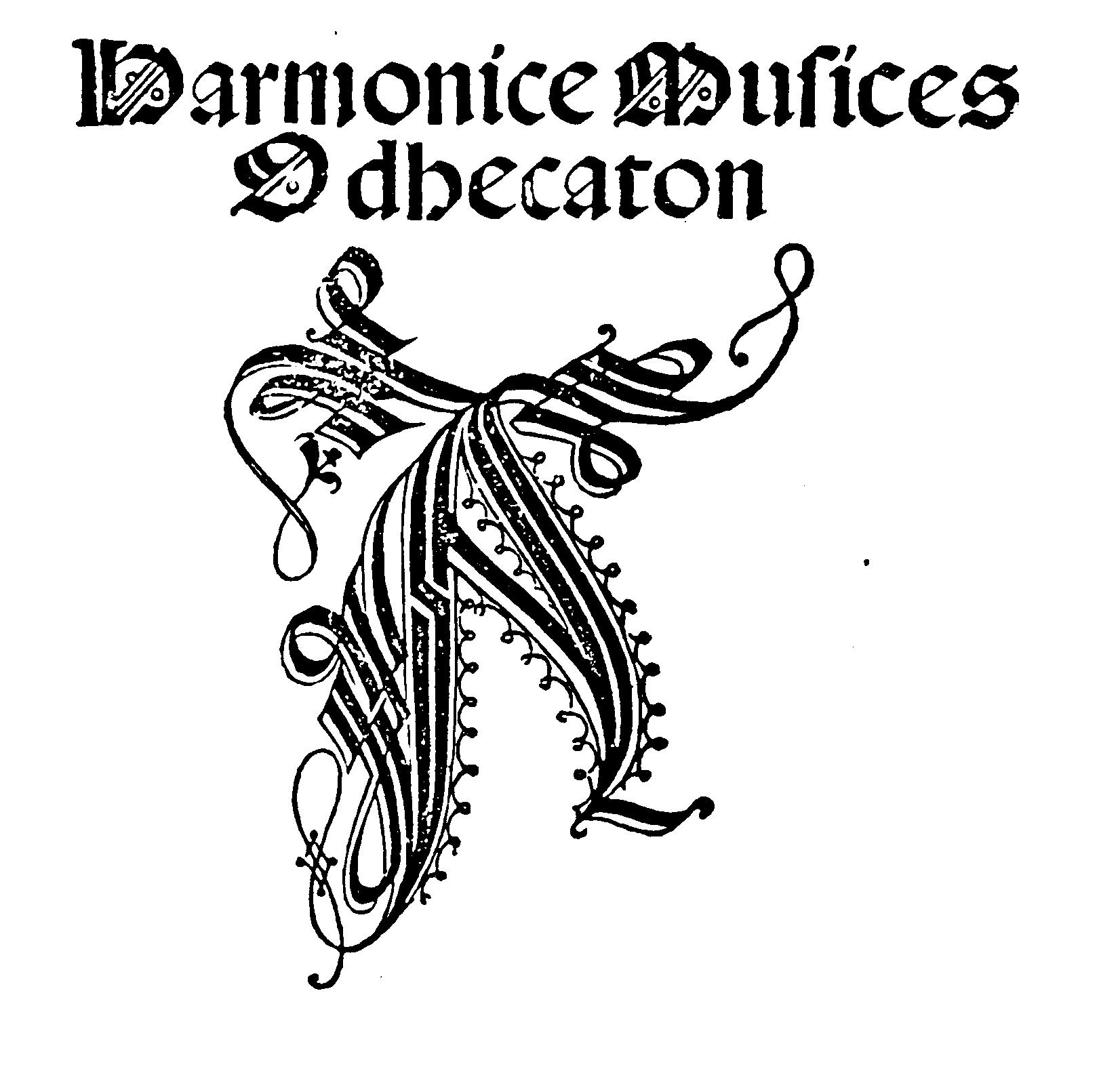
Titelblad van de Odhecaton.

Petrucci die de muziekdrukken als een gat in de markt zag, probeerde de niche te veroveren door in 1498 een exclusieve, twintigjarige licentie aan te vragen voor alle activiteiten op het gebied van de muziekdruk waar dan ook in de republiek Venetië. Onder de titel Harmonice musices odhecaton, gaf hij drie jaar later, in 1501, zijn eerste bloemlezing uit met 96 wereldlijke liederen, meestal polyfone Franse drie- tot vierstemmige liederen. Twee stempartijen werden op de even, twee op de oneven bladzijden gepubliceerd, zodat vier zangers of instrumentalisten van hetzelfde blad konden lezen. De lettervormen waren waarschijnlijk ontworpen, uitgesneden en gegoten door Francesco Griffo en Jacomo Ungaro, die beiden in die tijd in de republiek Venetië verbleven. De verzameling bevatte muziek van enkele van de meest vermaarde componisten van hun tijd, onder meer Marbrianus de Orto, Johannes Ockeghem, Josquin Desprez, Antoine Brumel, Antoine Busnois, Alexander Agricola en Jacob Obrecht en werd uitgegeven door Petrus Castellanus, een Dominicaanse broeder die ook maestro di cappella was aan de San Giovanni e Paolo. De opname van deze componisten droeg aanzienlijk bij tot hun bekendheid, aangezien de drukken en de druktechniek in de loop van de volgende decennia over heel Europa werden verspreid.
De Odhecaton paste de dubbeldruktechniek toe, waarbij eerst de notenbalk werd gedrukt en daarna de noten. Ofschoon de meeste van de 96 muziekwerken als liederen werden gecomponeerd, zijn ze tekstloos afgedrukt, hetgeen lijkt te impliceren dat de druk voor instrumentale uitvoering was bedoeld. Van verschillende liederen kan de tekst overigens in alternatieve bronnen worden aangetroffen, met name in handschriften en latere drukken.
De eerste uitgave van de Odhecaton (Harmonice Musices Odhecaton A) is niet volledig bewaard gebleven en de juiste publicatiedatum staat niet bekend, maar de opdracht is gedateerd op 15 mei 1501. Petrucci gaf de bundel tweemaal opnieuw uit, als Harmonice Musices Odhecaton B en C in respectievelijk 1502 en 1504.
Petrucci's uitgave heeft niet enkel de verspreiding van muziek aangezwengeld, maar droeg er ook toe bij dat de polyfonie van de Nederlandse componisten in de komende eeuw zou uitgroeien tot de internationale muzikale taal van Europa, want hoewel Petrucci in Italië werkte, koos hij hoofdzakelijk muziek uit van Nederlandse polyfonisten, zowel voor zijn Odhecaton als voor verschillende latere uitgaven. Een aantal jaren later publiceerde hij verschillende boeken met Italiaanse frottole, een populair liedgenre dat vooruitliep op het madrigaal, hetgeen niet wegnam dat de opneming van werk van Nederlandse polyfonisten in tal van uitgaven zonder meer van beslissende invloed was op de verspreiding van een internationale muzikale taal.